# کیم لامار
کیم لامار (انگلیسی: Kim Lamarre؛ زادهٔ ۲۰ مهٔ ۱۹۸۸) ورزشکار اسکی نمایشی اهل کانادا است.
وی در مسابقات کشوری و بین‌المللی در مجموع برندهٔ ۲ مدال برنز شده‌است.